# TERRORbane
tERRORbane è un videogioco sviluppato da BitNine Studio e pubblicato da Whispergames. Nonostante sia presentato come un JRPG dell'era 16-bit, è in realtà un videogioco d'avventura con elementi metareferenziali, una parodia comica con rottura della quarta parete che esplora la relazione tra sviluppatori e giocatori. È stato pubblicato per PC e Nintendo Switch il 1º aprile 2022.

## Modalità di gioco
L'obiettivo principale di tERRORbane è risolvere enigmi e minigiochi per trovare e raccogliere una serie di bug ed errori surreali e divertenti, con lo scopo di sfidare in una battaglia finale lo sviluppatore presente come personaggio nel gioco: i bug sono usati come elemento di gioco ed è necessario sfruttarli per avanzare nella storia. La struttura del gioco presenta percorsi diversi e ogni livello può essere risolto in modi differenti.

## Accoglienza
Il gioco ha ricevuto una nomina come gioco più originale alla Gamescom 2021, ha vinto diversi premi ai NYX Game Awards 2021, e ha vinto come "most innovative newcomer" al Play21 - Creative Gaming Festival.
Secondo l'aggregatore di recensioni Metacritic, tERRORbane ha ricevuto recensioni generalmente favorevoli dopo la sua uscita nel 2022.